# NGC 379

NGC 379

NGC 379 هي مجرة محدبة تقع في كوكبة الحوت. تم اكتشافها في 12 سبتمبر 1784 من قبل ويليام هيرشيل. وصفها درير بأنها «خافته جدا وصغيرة ومستديرة ووسط أكثر إشراقا».

## وصلات خارجية
- NGC 379 على موقع ويكي سكاي: DSS2, SDSS, GALEX, IRAS, Hydrogen α, X-Ray, Astrophoto, Sky Map, Articles and images